# Davit Gobedžišvili
Davit Gobedžišvili (gruzínsky დავით გობეჯიშვილი) nebo (rusky Давид Гобеджишвили), (* 3. ledna 1963 v Churety, Sovětský svaz) je bývalý sovětský a gruzínský zápasník volnostylař, olympijský vítěz z roku 1988.

## Sportovní kariéra
Zápasení se věnoval od 10 letech v Ony pod vedením Alexandre Majsuradzeho. Později se přesunul do Tbilisi, kde se připravoval v policejním klubu Dinamo pod vedením Gurama Sagaradzeho. V roce 1985 se poprvé podíval do sovětské volnostylařské reprezentace a získal titul mistra světa a Evropy. V roce 1988 vybojoval nominaci na olympijské hry v Soulu na úkor Aslana Chadarceva. Po dominantním vystoupení v základní skupině postoupil z prvního místa do finále proti Američanu Bruce Baumgartnerovi. S Američanem měl zápornou zápasovou bilanci 3:4, ale v Soulu potvrdil lepší formu. V úvodu se ujal vedení a do konce zápasu bodový zvrat nepřipustil. Získal zlatou olympijskou medaili. V roce 1990 získal svůj druhý titul mistra světa a ukončil sportovní kariéru. Koncem roku 1991 se na žíněnku vrátil a v roce 1992 startoval na olympijských hrách v Barceloně. Na Baumgartnera narazil již v základní skupině a ve vzájemném duelu prohrál. Ze druhého místa však postoupil do boje o celkové třetí místo, ve kterém porazil Turka Mahmuta Demira a získal bronzovou olympijskou medaili. Vzápětí definitivně ukončil sportovní kariéru. Věnuje se politické činnosti.

## Vyznamenání
- Prezidentský řád znamenitosti – Gruzie, 2018[1]

## Výsledky
| Turnaj             | Sovětský svaz   | Sovětský svaz   | Sovětský svaz   | Sovětský svaz   | Sovětský svaz   | Sovětský svaz   | Sovětský svaz   | Gruzie          |
| Turnaj             | 1985            | 1986            | 1987            | 1988            | 1989            | 1990            | 1991            | 1992            |
| Turnaj             | 22              | 23              | 24              | 25              | 26              | 27              | 28              | 29              |
| Turnaj             | supertěžká váha | supertěžká váha | supertěžká váha | supertěžká váha | supertěžká váha | supertěžká váha | supertěžká váha | supertěžká váha |
| ------------------ | --------------- | --------------- | --------------- | --------------- | --------------- | --------------- | --------------- | --------------- |
| Olympijské hry     |                 |                 |                 | 1.              |                 |                 |                 | 3.              |
| Mistrovství světa  | 1.              | 2.              | —               |                 | —               | 1.              | —               |                 |
| Mistrovství Evropy | 1.              | —               | —               | —               | —               | —               | —               | —               |